# Rotimi Babatunde

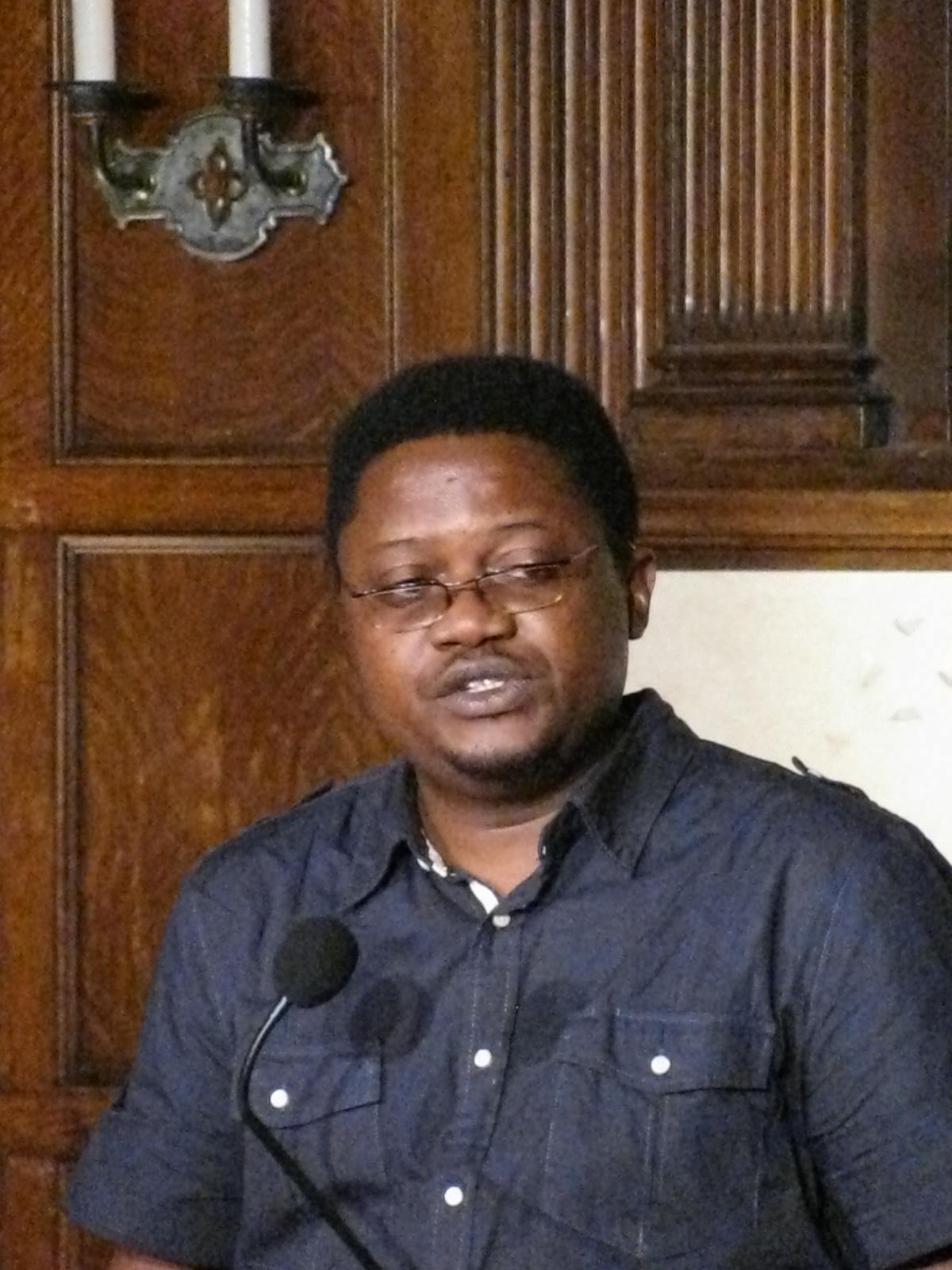
Rotimi Babatunde en 2013.

Rotimi Babatunde es un escritor nigeriano galardonado con el Premio Caine en 2012 por su relato « Bombay’s Republic » sobre un soldado nigeriano combatiente en Birmania durante la Segunda Guerra Mundial. 
Reside en Ibadán, Estado Oyo

## Obras
- An Infidel In The Upper Room, 2006.
- The Bonfire Of The Innocents,2008.
- A Shroud For Lazarus, 2009.
- Feast, 2013